# Cinema ARTA din Cluj-Napoca
Cinema ARTA este un cinematograf din Cluj-Napoca situat la parterul clădirii “Palatul Sebestyen”, pe strada Universității nr. 3. Inaugurat pe 30 octombrie 1913, este unul dintre cele mai vechi cinematografe din țară care încă își păstrează funcțiunea. 